# جريدة الأيام (سوريا)
جريدة الأيام، صحيفة يومية سياسية أطلقها زعماء الحركة الوطنية في سورية وكانت من أنجح وأشهر الصحف وأكثرها رواجاً وسمعة في مرحلة الأربعينيات والخمسينيات. صدر العدد الأول منها في 10 أيار 1931 والأخير في 8 أذار 1963. ولا علاقة لها بجريدة الأيام الفلسطينية التي صدرت في الأراضي المحتلة بعد توقيع إتفاقية أوسلو عام 1993.

## البداية
تأسست جريدة الأيام كذراع إعلامي لتنظيم الكتلة الوطنية المناهض لحكم الانتداب الفرنسي في سورية وحمل قرار الإشهار أسماء كلٍّ من رئيس الكتلة هاشم الأتاسي وزملائه إبراهيم هنانو وجميل مردم بك وسعد الله الجابري ولطفي الحفار وفخري البارودي. حصل هؤلاء الزعماء الوطنيون على امتياز أول باسم جريدة الأيام وثانٍ باسم جريدة اليوم، بحيث إذا عطلت سلطة الانتداب جريدة الأيام، صدرت «اليوم» بدلاً عنها. وقد عُيّن الصحفي عارف النكدي رئيساً للتحرير والدكتور نجيب الأرمنازي سكرتيراً للتحرير وصدر العدد الأول من الجريدة يوم 10 أيار 1931. كانت جريدة الأيام مسائية تصدر بثماني صفحات من القطع الكبير لتكون أول جريدة من هذا الحجم في سورية. وقد نالت استحسان القراء وإعجابهم لمعارضتها حكم تاج الدين الحسني، رئيس الوزراء المحسوب على فرنسا.

## في عهد نصوح بابيل
تم بيع امتياز الأيام للصحفي نصوح بابيل، صاحب مطبعته «بابيل إخوان» في سوق العصرونية التي كانت تتولى طباعة الجريدة. حافظ بابيل على سمعة الجريدة وعلى خطها الوطني المعروف، وبعد توليه رئاسة التحرير بأيام أصدر عدده الأول في 15 آب 1932. ازدَهَرت الأيام في عهده وصارت تصدر بعدد خاص كل يوم جمعة مؤلف من اثنتي عشرة صفحة. ولكن نصوح بابيل دخل في مواجهة سياسية مع الكتلة الوطنية بعد توقيعها على معاهدة عام 1936، والتي رأى فيها تنازلات غير مبررة في مواضيع سيادية، مثل إعطاء فرنسا حق تدريب الجيش السوري والانتفاع من الأراضي السورية في حال نشوب حرب عالمية جديدة في أوروبا. وُضعت جريدة الأيام تحت تصرف المعارضة والتي كان يقودها الدكتور عبد الرحمن الشهبندر، فتم تعطيلها من قبل رئيس الحكومة جميل مردم بك (وهو مهندس معاهدة عام 1936) بعد اعتقال نصوح بابيل بتهمة التحريض ضد الدولة.
في عهد الاستقلال أصبح نصوح بابيل نقيباً للصحفيين في سورية وصارت جريدة الأيام من أنجح الصحف اليومية وأكثرها تأثيراً في مراكز صنع القرار بدمشق. لم تتوقف «الأيام» لا في عهد حسني الزعيم العسكري ولا في زمن سامي الحناوي، لكنها دُمجت مع جريدة الإنشاء بأمر من العقيد أديب الشيشكلي سنة 1952. أيدت الرئيس جمال عبد الناصر في حرب السويس وعند قيام جمهورية الوحدة سنة 1958، وبقيت تصدر بشكل منتظم حتى وصول حزب البعث إلى الحكم في سورية في 8 أذار 1963. وقد تخرج من جريدة الأيام عدد من الصحفيين الكبار مثل وجيه الحفّار صاحب جريدة الإنشاء وأحمد عسة صاحب جريدة الرأي العام وبشير العوف صاحب جريدة المنار الجديد. وكَتب في صفحاتها الكثير من المفكرين القوميين مثل ميشيل عفلق وقسطنطين زريق والأدباء مثل عبد السلام العجيلي ومحمد الماغوط وحنا مينه.

## وصلات خارجية
العدد 5666 من جريدة الأيام السورية، صدر في 31 تشرين الأول 1955، يتضمن أخباراً حول اعتداءات الاحتلال الإسرائيلي على فلسطين والدول المجاورة.